# Курт фон Мюлен
Барон Курт Фрідріх Адольф фон Мюлен (нім. Kurt Friedrich Adolf Freiherr von Mühlen; 22 січня 1905, Ульм — 15 січня 1971, Крессбронн) — німецький воєначальник, генерал-лейтенант вермахту. Кавалер Лицарського хреста Залізного хреста з дубовим листям.

## Біографія
Син генерал-майора Вюртемберзької армії барона Фрідріха фон Мюлена (1866–1933) і його дружини Наталі, уродженої фон Волляйб (1868–1951). В 1923 році вступив в 3-й саперний батальйон, потім служив у піхоті. З 1 жовтня 1936 року — командир 14-ї роти 4-го піхотного полку. З травня 1940 року — командир 1-го батальйону 75-го піхотного полку. Учасник Французької кампанії. З червня 1940 року — ад'ютант штабу 5-ї піхотної дивізії. З червня 1941 року брав участь у Німецько-радянській війні. З 1 жовтня 1941 року — командир 5-го кулеметного батальйону, з червня 1942 року — 75-го єгерського полку. Відзначився у боях під Дем'янськом. З 8 липня 1944 року — командир 559-ї гренадерської (з 9 жовтня 1944 року — народно-гренадерської) дивізії, яка боролася на Західному фронті. У квітні 1945 року дивізія Мюлена була розгромлена. В травні 1945 року здався союзникам. В червні 1947 року звільнений. В 1947/50 роках працював слюсарем, потім — торговим представником фірми AEG.

## Сім'я
28 червня 1932 року одружився з Ельзою Штокгаус (1908–?). В пари нрадились 2 дочки (1933, 1936) і син (1935).

## Звання
- Лейтенант (1 лютого 1927)
- Оберлейтенант (1 квітня 1930)
- Гауптман (1 травня 1935)
- Майор (1 вересня 1940)
- Оберстлейтенант (1 квітня 1942)
- Оберст (1 березня 1943)
- Генерал-майор (9 листопада 1944)
- Генерал-лейтенант (20 квітня 1945)

## Нагороди
- Медаль «За вислугу років у Вермахті» 4-го і 3-го класу (12 років)
- Залізний хрест
  - 2-го класу (18 травня 1940)
  - 1-го класу (31 липня 1940)
- Штурмовий піхотний знак в сріблі (13 вересня 1941)
- Німецький хрест в золоті (1 березня 1942)
- Медаль «За зимову кампанію на Сході 1941/42» (14 серпня 1942)
- Лицарський хрест Залізного хреста з дубовим листям
  - лицарський хрест (6 листопада 1942)
  - дубове листя (№690; 9 січня 1945)